# Morpho microphthalmus
Morpho microphthalmus är en fjärilsart som beskrevs av Hans Fruhstorfer 1913. Morpho microphthalmus ingår i släktet Morpho och familjen praktfjärilar. Inga underarter finns listade i Catalogue of Life.